# Alberto Casado
Alberto Casado (Madrid, 7 de novembre de 1983) és un còmic espanyol. Es va llicenciar en Comunicació Audiovisual a la Universitat Europea de Madrid, després de llicenciar, va fer el Màster de Guió de Globomedia, i després com a projecte final va realitzar juntament amb Mario Díaz i José Lozano un curtmetratge titulat "Suplentes".
Va participar com a guionista i col·laborador al programa Sé lo que hicisteis... de La Sexta, on interpretava a un dels paparazzis juntament amb Mario Díaz i José Lozano, amb qui també coincidí a Suplentes. Presentà també les seccions "Revistas de la Semana" els dilluns i dimecres, i l'autocrítica, els divendres, el "foro", la secció de cor. Va ser el substitut d'Ángel Martín com a analista de mitjans durant les seves vacances al juliol de 2008 i 2009, també va presentar la secció "el veranete". Va substituir Ángel Martín els divendres de 2010 i 2011. Al febrer de 2011 va anunciar a través de Twitter que deixava el programa.